# Petrarkizem
Petrarkizem je poezija, ki je nastala pod vplivom pesništva Francesca Petrarce. Zanjo je značilno opevanje ženske čiste in vzvišene lepote ter njene miline. Temeljni odnos, ki ga pesnik vzpostavi do izbranke, je čaščenje in oboževanje, ki pa zaradi neuslišanega ljubezenskega razmerja niha med blaženostjo in upom na eni, ter strahom, brezupom, trpljenjem na drugi strani. Sem sodi še raba italijanske sonetne oblike, zgrajene po modelu Petrarcovih sonetov.
Evropska tradicija petrarkizma je močno oživela predvsem v baroku, prenesla pa se je tudi še v romantiko. Na Slovenskem je opazen predvsem v pesništvu Franceta Prešerna. Petrarkizem mu je namreč ustrezal tako tematsko kot oblikovno, saj je dajal nove možnosti njegovi osrednji temi neuresničenega ljubezenskega pričakovanja (opazna je predvsem v Ljubeznjenih sonetih, Prvi ljubezni, Strunah, Gazelah … ), obenem pa tudi njegovim artističnim ambicijam, ki so težile predvsem h kultiviranju slovenskega pesniškega jezika (npr. Sonetni venec).

## Vir
- Boris Paternu: France Prešeren in njegovo pesniško delo, 1. Ljubljana: MK, 1977. (COBISS)